# Hexoplon nigritarse
Hexoplon nigritarse är en skalbaggsart som beskrevs av Aurivillius 1899. Hexoplon nigritarse ingår i släktet Hexoplon och familjen långhorningar. Inga underarter finns listade i Catalogue of Life.